# Oddział pułkownika Starikowa
Oddział pułkownika Starikowa (ros. Отряд полковника Старикова) – ochotniczy oddział wojskowy Białych podczas wojny domowej w Rosji.
Oddział został sformowany na przełomie marca/kwietnia 1918 r. spośród antybolszewickich powstańczych oddziałów Kozaków dońskich wywodzących się ze stanic Jekaterinskaja, Uść-Bystrianskaja i Uść-Biełokalitstwienskaja. Na jego czele stanął płk (mianowany później generałem majorem) Terentij M. Starikow. Funkcję szefa sztabu objął starszina wojskowy Naumow. Jego następcami byli podeasuł Popow, a następnie kpt. Iwanow. Powstańcy weszli w skład Oddziału Północnego Południowej Grupy Armii Dońskiej. Od 19 maja 1918 r. działali w grupie wojskowej płk. Grigorija W. Tatarkina. Na pocz. czerwca tego roku zostali podporządkowani Oddziałowi Carycyńskiemu, zaś w poł. lipca – Wojskom Rejonu Uść-Miedwiedickiego. Oddział przeorganizowano wówczas w dywizję. Składał się początkowo z Pułku Kalitwienskiego, Pułku Uść-Biełokalitstwienskiego, Pułku Wierchnie-Kundriuczeskieskiego, 3 i 5 Pułków Konnych oraz Uść-Biełokalitwienskiej i Wierchnie-Kundriuczeskiej Baterii Artylerii. Wkrótce przekształcono je w Jekaterinski Pułk Pieszy, 6 Lekki Pułk Pieszy, Samodzielny Oddział Partyzancki, Samodzielny Dywizjon Konny i Dywizjon Artylerii. Pod koniec lipca otrzymał nazwę 3 Oddział Pieszy w składzie 9, 10 i 11 Pułków Dońskich. 3 lutego 1919 r. podporządkowano go VIII Dońskiemu Korpusowi Armijnemu Frontu Wschodniego Armii Dońskiej.